# Chlopsis
Chlopsis – rodzaj ryb promieniopłetwych z rodziny Chlopsidae.

## Rozmieszczenie geograficzne
Do rodzaju należą gatunki występujące w wodach Oceanu Atlantyckiego, Oceanu Indyjskiego i Oceanu Spokojnego oraz Morza Śródziemnego.

## Morfologia
Długość ciała do 42 cm.

## Systematyka
Rodzaj zdefiniował w 1810 roku francusko-amerykański przyrodnik Constantine Samuel Rafinesque w publikacji własnego autorstwa poświęconej spisowi włoskich i sycylijskich nazw ryb występujących w wodach Sycylii. Gatunkiem typowym jest (oznaczenie monotypowe) Ch. bicolor.

### Etymologia
- Chlopsis: gr. χλοη khloē ‘młoda zielona trawa’; οψις opsis, οψεως opseōs ‘wygląd’[6].
- Garmanichthys: Samuel Garman (1846–1927), amerykański ichtiolog i herpetolog; gr. ιχθυς ikhthus ‘ryba’[7]. Gatunek typowy (oznaczenie monotypowe): Garmanichthys dentatus Seale, 1917.
- Arenichthys: Arena Bank, Kalifornia Dolna, Meksyk; gr. ιχθυς ikhthus ‘ryba’[7]. Gatunek typowy (oryginalne oznaczenie (również monotypowe)): Arenichthys apterus Beebe & Tee-Van, 1938.

### Podział systematyczny
Do rodzaju należą następujące gatunki:
- Chlopsis apterus (Beebe & Tee-Van, 1938)
- Chlopsis bicollaris (Myers & Wade, 1941)
- Chlopsis bicolor Rafinesque, 1810
- Chlopsis bidentatus Tighe & McCosker, 2003
- Chlopsis dentatus (Seale, 1917)
- Chlopsis kazuko Lavenberg, 1988
- Chlopsis longidens (Garman, 1899)
- Chlopsis nanhaiensis Tighe, Ho, Pogonoski & Hibino, 2015
- Chlopsis olokun (Robins & Robins, 1966)
- Chlopsis orientalis Tighe, Hibino & Nguyen, 2015
- Chlopsis sagmacollaris Pogonoski & Tighe, 2015
- Chlopsis slusserorum Tighe & McCosker, 2003